# Pogonomyrmex maricopa
Kiến gặt hay còn gọi là kiến thu hoạch (Danh pháp khoa học: Pogonomyrmex maricopa) là một loài kiến trong họ Formicidae, phân bố ở Miền Nam nước Mỹ.

## Đặc điểm
Chúng thường sinh sống ở miền Nam nước Mỹ, đặc biệt là khu vực Arizona và New Mexico. Kiến Harvester thường làm tổ rất lớn, sâu 2m dưới lòng đất và cao 1m so với mặt đất. Mỗi quần thể kiến có khoảng 10.000 con. Chúng có vũ khí mạnh là răng hàm dưới và đây là sinh vật nhỏ độc nhất hành tinh, loài kiến Harvester. Một vết cắn của kiến Harvester có chứa lượng chất độc gấp 20 lần so với một con ong độc. Chúng phối hợp theo nhóm rất ăn ý để hạ gục đối thủ. Chúng có thể ăn thịt các loài động vật có vú nhỏ nhờ cách phối hợp đồng đội.